# هرگز یکنواخت نباش، هرگز بی حرکت نباش
هرگز یکنواخت نباش، هرگز بی حرکت نباش (انگلیسی: Never Steady, Never Still) یک فیلم است که در سال ۲۰۱۷ منتشر شد. از بازیگران آن می‌توان به شرلی هندرسون اشاره کرد.

## داستان
یک مادر برای کنترل زندگی خود در مواجهه با بیماری پیشرفته پارکینسون مبارزه می کند، در حالی که پسرش به دنبال هویت خود را در میان خشونت های اردوگاه های کار در میدان نفتی آلبرتا هست......